# Kinhorn
Das Kinhorn ist ein 3750 m ü. M. hoher Berg in den Walliser Alpen in der Schweiz.

## Lage
Das Kinhorn befindet sich westlich des Täschhorns auf Boden der Gemeinden Randa und Täsch. Das Kinhorn ist Teil eines langen und ausgeprägten Grats, der sich vom Gipfel des Täschhorns zuerst als Teufelsgrat nach Westen zur Kinlücke (3636 m) zieht und von dort über das Kinhorn weiter zu Leiterspitzen (3407 m) bis zum Horn (3213 m) verläuft und die Täschalp im Süden vom Hochtal des Kingletschers im Norden trennt. Aufgrund dieser Morphologie setzt sich der Berg nur wenig vom umgebenden Terrain ab. An der Nordflanke des Kinhorns befindet sich der gleichnamige Gletscher, dessen Zunge bis auf ca. 3100 m reicht, südöstlich des Gipfels befindet sich der Weingartengletscher.

## Erreichbarkeit
Aufgrund seines Daseins als Nebengipfel der Mischabel und der Tatsache, dass seine Flanken von brüchigem Fels und Schutthalden geprägt sind, wird das Kinhorn nur selten bestiegen. Es kann als wenig schwierige Hochtour ohne Gletscherbegehung von der privat betriebenen Kinhütte (Norden) oder von der Täschhütte (Süden) begangen werden. Die weglosen Anstiege überschreiten den I. Schwierigkeitsgrad nicht.